# 江南街道 (梅州市)
江南街道是中国广东省梅州市梅江区下辖的一个街道，地处梅州城区南部。区域面积5平方公里，常住居民人口为9.2万人，下设13个社区，辖区工商业经济发达，2005年全街道工农总产值近20亿元。

## 行政区划
江南街道下辖以下村级行政区划单位
梅龙社区、中心坝社区、江南社区、梅南社区、榕树塘社区、红光社区、大园社区、新中社区、梅江社区、凤尾社区、路心社区、白马社区、怡乐社区和鸿都社区。